# Concentração alveolar mínima
Na anestesiologia, a concentração alveolar mínima (CAM) é um conceito usado para comparar forças, ou potências, de anestésicos inalatórios. É definida como a concentração de vapor nos pulmões que é necessária para prevenir o movimento (resposta motora) em 50% dos indivíduos em resposta a um estímulo cirúrgico (dor).
É um conceito utilizado para comparar os pontos fortes, ou potência, de vapores anestésicos; em termos simples, é definido como a concentração do vapor nos pulmões que é necessário para impedir o movimento (resposta motora) em 50% dos indivíduos em resposta à dor (cirúrgica) do estímulo. Assim, é na verdade um valor médio, a utilização de, no mínimo, parece ser descendente de trabalho original em que surgiu o conceito, embora o termo não foi mínima concentração alveolar. 
O conceito foi introduzido em 1965. Outros usos incluem MAC MAC-BAR (1.7-2.0 MAC), que é a concentração necessária para bloquear os reflexos autonômicos aos estímulos nociceptivos e MAC-acordado (0.3-0.5 MAC), a concentração necessária para bloquear os reflexos voluntários e controlar a consciência perceptiva .

## Hipótese de Meyer-Overton
O MAC de uma substância volátil é inversamente proporcional à sua solubilidade lipídica (óleo: coeficiente de gás), na maioria dos casos. Esta é a hipótese de Meyer-Overton. MAC é inversamente relacionada ao Mac ou seja, de alta potência é igual a baixa potência. 
A hipótese correlaciona lipossolubilidade de um agente anestésico com potência (1/MAC) e sugere que o início da anestesia ocorre quando as moléculas suficientes de que o agente anestésico têm dissolvido nas membranas das células lipídicas, resultando em anestesia. Excepções à hipótese de Meyer-Overton pode resultar de: 
• convulsivante propriedade de um agente 
• receptor específico (vários agentes podem apresentar um efeito adicional através de receptores específicos) 
• coadministração de agonistas alfa2 (dexmedetomidina) e / ou agonistas de receptores opióides (morfina-fentanil) pode diminuir o MAC.
• hipótese Mullin volume crítico 
• modulação positiva do GABA em receptores GABAA por barbitúricos ou benzodiazepinas